# Chrysocale gigantea
Chrysocale gigantea là một loài bướm đêm thuộc phân họ Arctiinae, họ Erebidae.